# Brittany Chambers
Brittany Marie Chambers (Crosby, 3 aprile 1991) è un'ex cestista statunitense.

## Carriera
È stata selezionata dalle Los Angeles Sparks al secondo giro del Draft WNBA 2013 (22ª scelta assoluta).